# Đài Truyền hình Phượng Hoàng
Công ty hữu hạn truyền hình vệ tinh Phượng Hoàng hay Truyền hình Phượng Hoàng (phồn thể: 鳳凰衛星電視; giản thể: 凤凰卫星电视; bính âm: Fènghuáng Wèixīng Diànshì, Hán Việt: Phượng Hoàng Vệ tinh Điện thị) (SEHK: ) (tên tiếng Anh: Phoenix Satellite Television Holdings Ltd hay Phoenix Televison) là một tổ hợp truyền hình tiếng Quan Thoại và tiếng Quảng Đông của 21st Century Fox có trụ sở tại Hồng Kông, đài phục vụ khán giả cả tại Hồng Kông và Trung Quốc Đại lục. Đài truyền hình Phượng Hoàng có mối quan hệ tốt đẹp với chính phủ Cộng hòa Nhân dân Trung Hoa. Đây là một trong số ít các công ty truyền thông tư nhân có thể phát sóng thông tin tại Trung Quốc đại lục mà không phải chịu sự kiểm duyệt của chính quyền. Công ty có trụ sở tại Đại Bộ, thuộc khu Tân Giới, Hồng Kông. Ngoài ra, đài còn có văn phòng thường trú tại Bắc Kinh, Thượng Hải và Thâm Quyến. Văn phòng tại Thâm Quyến được cho là sản xuất một nửa chương trình cho đài.
Đài có 6 kênh truyền hình gồm:
- Kênh truyền hình tin tức Phượng Hoàng (鳳凰衛視資訊台 Phượng Hoàng Vệ thị Tư tấn Đài) ra mắt ngày 1 tháng Giêng 2001, 24/24h
- Kênh truyền hình Trung văn Phượng Hoàng (鳳凰衛視中文台 Phượng Hoàng Vệ thị Trung văn Đài) ra mắt vào ngày 31 Tháng Ba 1996.
- Kênh truyền hình Phim Phượng Hoàng (鳳凰衛視電影台 Phượng Hoàng Vệ thị Điện ảnh Đài) ra mắt vào ngày 28 Tháng Tám 1998.
- Kênh truyền hình Phượng Hoàng Hồng Kông (鳳凰衛視香港台 Phượng Hoàng Vệ thị Hương Cảng Đài), ra mắt ngày 28 tháng 3 năm 2011 và là kênh tiếng Quảng Đông.
- Kênh truyền hình Phượng Hoàng châu Âu (鳳凰衛視欧洲台 Phượng Hoàng Vệ thị Âu châu Đài), ra mắt tháng 8 năm 1998 và phục vụ người nói tiếng Hoa tại châu Âu.
- Kênh truyền hình Phượng Hoàng châu Mỹ (凤凰卫视美洲台 Phượng Hoàng Vệ thị Mỹ châu Đài), ra mắt ngày 1 tháng 1 năm 2001 và phục vụ người nói tiếng Hoa tại Bắc Mỹ.